# Carl Ouellet
Pour les articles homonymes, voir Ouellet et PCO.
Carl Ouellet (né le 30 décembre 1967 à Sainte-Catherine) est un catcheur (lutteur professionnel) canadien.
Il est principalement connu pour son travail à la World Wrestling Federation (WWF) de 1993 à 1995 où sous le nom de Pierre il devient à trois reprises champion du monde par équipes de la WWF avec Jacques. Il quitte la WWF pour rejoindre la World Championship Wrestling (WCW) de 1996 à 1997 et y revient en 2000 et y remporte le championnat hardcore de la WCW au cours de son second passage. Il fait ensuite un bref passage à la World Wrestling All-Stars et à la Total Nonstop Action Wrestling avant d'arrêter sa carrière en 2011. En 2017, il sort de sa retraite en 2018 où sa carrière connaît un second souffle lui permettant en fin d'année de signer un contrat avec la Ring of Honor. Champion du monde de la Ring of Honor 2020.

## Jeunesse
Ouellet perd l'usage de son œil droit à l'âge de 12 ans lorsqu'un de ses amis, jouant avec une carabine à plomb, tire sur une planche de bois qui fait ricochet pour l'atteindre à l'œil.

## Carrière de catcheur

### Débuts (1987-1993)
Ouellet commence sa carrière en 1987 et part rapidement lutter en Afrique du Sud, en Europe ainsi qu'au Japon. En 1993, il est à Porto Rico où il rencontre son compatriote Jacques Rougeau et c'est ce dernier qui l'aide à signer un contrat avec la World Wrestling Federation.

### World Wrestling Federation (1993-1995)

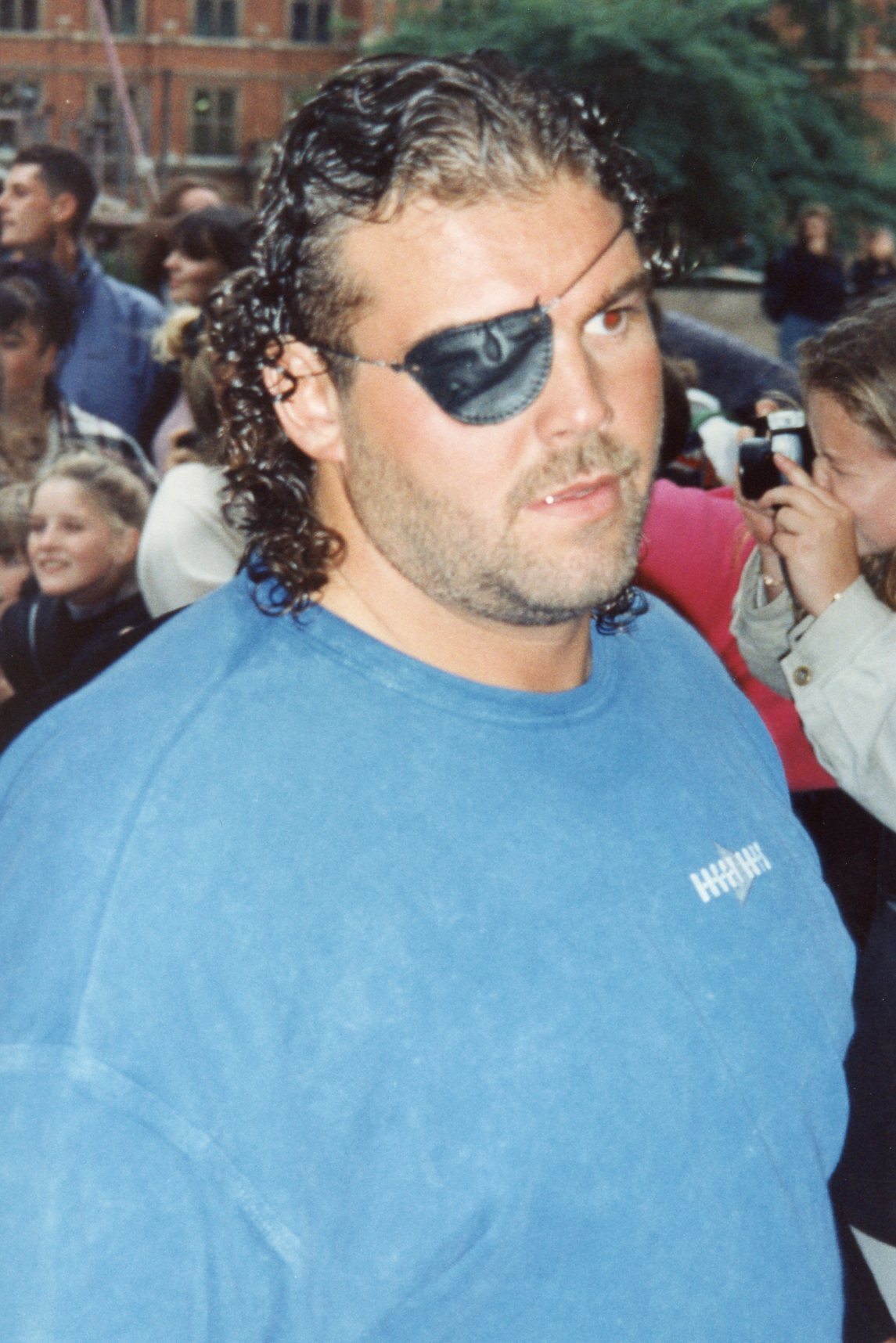
Carl Ouellet en 1995

Ouellet rejoint la World Wrestling Federation (WWF) avec Jacques Rougeau. Il adopte le nom de ring de Pierre et forme l'équipe The Quebecers avec Jacques ; ils font leurs premiers combats ensemble en juillet 1993,. Le 13 septembre, ils remportent le championnat du monde par équipes de la WWF après leur victoire sur les Steiner Brothers dans un Province of Quebec rules,.
Ils gardent ce titre jusqu'à leur défaite face à Marty Jannetty et le 1-2-3 Kid le 10 janvier 1994. Pierre et Jacques récupèrent ce titre la semaine suivante. Le 22 janvier durant le Royal Rumble, ils conservent leur titre face à Bret et Owen Hart. Le 20 mars à WrestleMania X, ils défendent avec succès leur titre face à Men on a Mission (Mabel et Mo (en)). Fin mars, la WWF part en tournée en Europe où Pierre et Jacques perdent leur titre face à Men on a Mission le 29 mars, mais ils le reprennent deux jours plus tard,. Leur troisième et dernier règne de champion s'arrête le 2 mai où ils perdent face à The Headshrinkers (Fatu et Samu (en)) après avoir voulu garder le titre en voulant se faire compter à l’extérieur. Le 14 mai, Pierre échoue à se qualifier pour le premier tour du tournoi King of the Ring après sa défaite face à Mabel. Les Quebecers tentent sans succès de récupérer le titre par équipes le 13 juin. C'est la dernière apparition de Jacques Rougeau à la WWF, car il décide de prendre une première fois sa retraite le 21 octobre,.
En 1995, Ouellet change de gimmick pour incarner le pirate Jean-Pierre Lafitte. Il est longtemps invaincu quand il incarne ce personnage. Il devient le rival de Bret Hart et lui vole ses lunettes de soleil de soleil ainsi que la veste qu'il porte lors de son entrée sur le ring. Ils s'affrontent une première fois le 24 septembre à in Your House 3 : Triple Header où Hart l'emporte et récupère sa veste. Leur second combat a lieu le 2 octobre et l'issue est la même. Ces deux combats s'avèrent être excellents mais Ouellet est pris à partie par The Kliq depuis septembre et la tournée de la WWF au Canada. Au cours de cette tournée, il doit affronter Diesel dans un match pour le championnat du monde poids lourd de la WWF à Montréal mais il refuse de perdre rapidement. Ce combat se conclut par un double décompte à l'extérieur et la WWF annule un autre match non télévisé les opposant à Ottawa. Le personnage de Jean-Pierre Lafitte devient un jobber et Ouellet quitte la WWF fin 1995.

### World Championship Wrestling(1996-1997)
En 1996, Ouellet et Jacques Rougeau rejoignent la World Championship Wrestling (WCW) où ils forment The Amazing French Canadians. Ils perdent leur premier combat  le 9 septembre à Monday Nitro face à The Nasty Boys. Ils ne sont pas mis en valeur par la WCW et décident de quitter cette fédération l'année suivante.

### Retour à laWorld Wrestling Federation(1998)
Début 1998, Ouellet et Jacques Rougeau retournent à la World Wrestling Federation (WWF) et reforment The Quebecers. Ils remportent par disqualification leur premier combat télévisé le 19 janvier face à Cactus Jack et Chainsaw Charlie après que Cactus Jack attaque l'arbitre. Le 29 mars au cours de WrestleMania XIV, ils participent à une bataille royale par équipe remporté par Legion of Doom. Jacques Rougeau quitte la WWF quelques semaines plus tard. Pierre participa au tournoi Brawl for All où il se fait éliminer dès le premier tour par Steve Williams.

### Passage à l'Extreme Championship Wrestling(2000)
En 2000, Carl Ouellet fait un bref passage à l'Extreme Championship Wrestling. Le 7 juillet, il perd un match pour le championnat du monde poids lourd de l'ECW face à Justin Credible,. Il est alors en négociation pour signer un contrat avec l'ECW mais cette fédération est dans une situation financière critique qui va aboutir à sa banqueroute en 2001,.

### The French Frankenstein(2016–2018)
Lors de GCW Joey Janela's Spring Break 2, il bat WALTER. Sa performance et les séquences en ligne de son programme d'entraînement non conventionnel ont impressionné l'auditoire de la lutte indépendante et ont conduit à de nombreuses réservations indy de haut niveau.

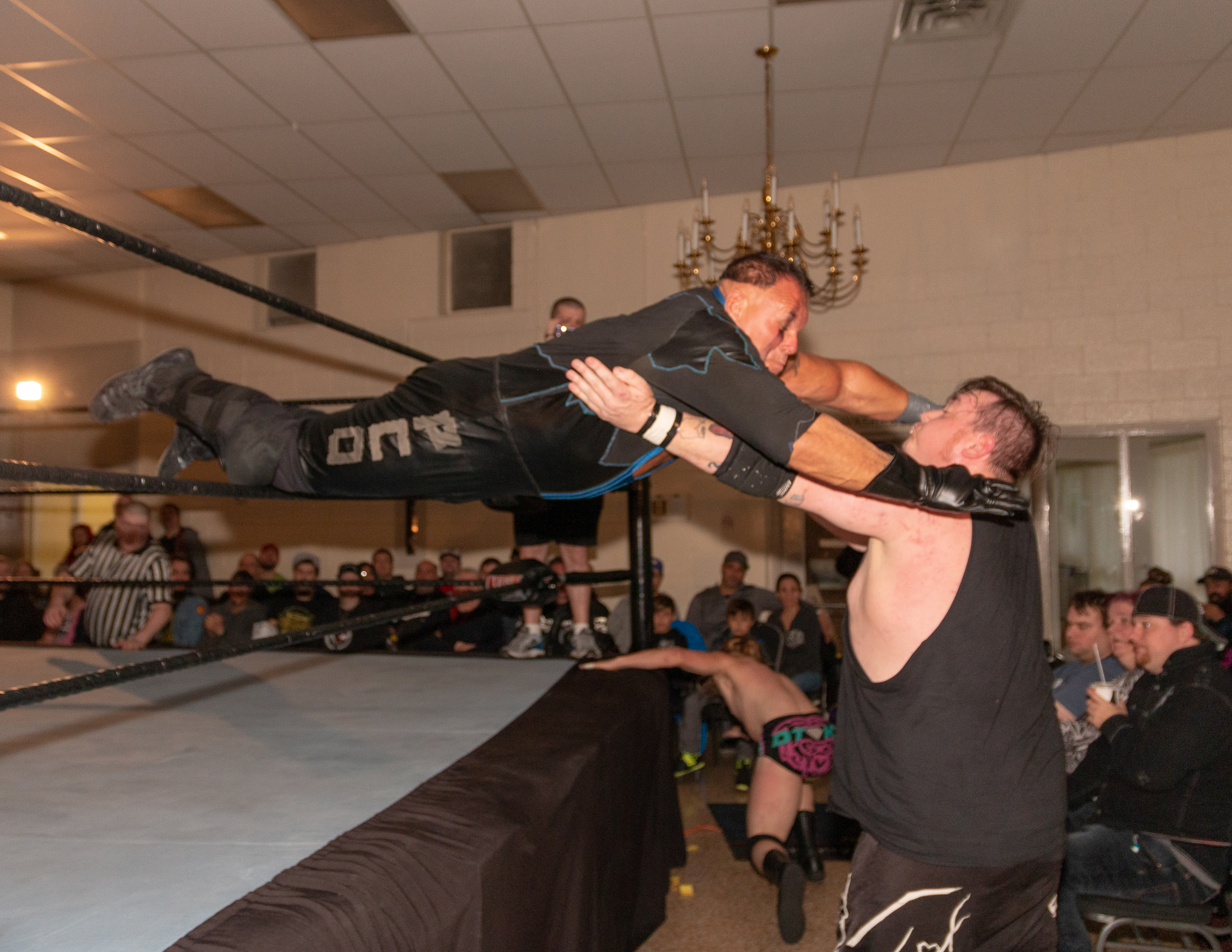
PCO faisant un dive sur Rickey Shane Page en 2018

Le 14 septembre 2018, il fait ses débuts à la Pro Wrestling Guerrilla (PWG) en tant que participant au Battle of Los Angeles 2018, où il est éliminé du tournoi à la suite de sa défaite contre Brody King dans son match de premier tour. Le 16 septembre, lui, Dan Barry, Darby Allin, Jody Fleisch et Puma King battent Adam Brooks, David Starr, DJ Z, T-Hawk et Timothy Thatcher.

### Ring of Honor (2018–2021)

#### Villain Enterprises et règnes par équipe (2018-2020)
Il fait ses débuts lors des enregistrements du 15 décembre, où il forme avec Marty Scurll et Brody King un nouveau groupe nommé Villain Enterprises. Lors de Honor Reigns Supreme 2019, ils battent Silas Young et The Briscoe Brothers (Jay Briscoe et Mark Briscoe).
Le 15 mars 2019 lors de ROH 17th Anniversary Show, lui et Brody King battent The Briscoe Brothers dans un Las Vegas Street Fight Match et remportent les ROH World Tag Team Championship. Le lendemain, ils font équipe avec Marty Scurll et battent The Kingdom (Matt Taven, TK O'Ryan et Vinny Marseglia) pour remporter les ROH World Six-Man Tag Team Championship et deviennent doubles champions. Le 6 avril lors de G1 Supercard, lui et Brody King perdent les ROH World Tag Team Championship contre Guerrillas of Destiny (Tama Tonga et Tanga Loa) dans un Four Way Match qui comprenaient également Los Ingobernables de Japón (Evil et Sanada) et The Briscoe Brothers et ne remportent pas les IWGP Tag Team Championship qui étaient également en jeu.

#### ROH World Champion (2019-2020)
Le 13 décembre lors de Final Battle 2019, il bat Rush et remporte le ROH World Championship, devenant à nouveau un double champion ROH, ainsi que champion du monde pour la première fois de sa carrière, devenant également le champion le plus âgé de la ROH à 51 ans. À la suite de sa victoire, The Villain Enterprises et lui entrent en rivalité avec Los Ingobernables, le clan de Rush. Ils perdront les World 6-Man Tag Team Championship le 11 janvier face à Mexa Squad. PCO conservera son titre en battant Dragon Lee mais le perdra le 29 février face à Rush lors de Gateway by Honor. En octobre 2020, Scurll est renvoyé de la ROH à la suite d'accusations d'inconduite sexuelle, causant la fin du clan Villain Enterprises,.

#### Alliance avec Mark Briscoe et départ (2020-2021)
Lors de l'épisode de ROH TV du 4 décembre 2020, PCO est annoncé par Mark Briscoe comme son nouveau partenaire par équipe, les deux hommes lançant un défi aux champions par équipe de la ROH. Le 18 décembre lors de Final Battle, PCO et Briscoe perdent contre Jay Lethal & Jonathan Gresham et ne remportent pas les ROH World Tag Team Championship.

### Retour à Impact Wrestling/TNA (2022-...)
Le 8 janvier 2022, lors de Hard to Kill, il fait son retour à Impact Wrestling avec Maria Kanellis, Matt Taven, Mike Bennett et Vincent en attaquant Eddie Edwards, Heath, Rhino, Rich Swann et Willie Mack après qu'ils ont remporté leur match.
Il remporte le championnat médias numériques de la TNA à Slammiversary le 20 juillet 2024 en battant AJ Francis dans un Montreal Street Fight.

## Palmarès
- Black Label Pro
  - 1 fois BLP Heavyweight Champion (actuel)

- Catch Wrestling Association (CWA)
  - 1 fois champion par équipes avec Rhino Richards[46]

- Game Changer Wrestling (GCW)
  - 1 fois champion extrême de la GCW (actuel champion)[47]

- Great North Wrestling (GNW)
  - 1 fois champion canadien de la GNW[48]

- International Wrestling Association Puerto Rico (IWA Puerto Rico)
  - 1 fois champion intercontinental poids-lourds de l'IWA Puerto Rico[49]

- International Wrestling Syndicate (IWS)
  - 1 fois champion poids-lourds de l'IWS[50]

- National Wrestling Alliance
  - 1 fois NWA World Tag Team Championship avec Brody King
  - Crockett Cup (2019) avec Brody King

- Ring of Honor (ROH)
  - 1 fois ROH World Championship[51]
  - 1 fois ROH World Six-Man Tag Team Championship avec Marty Scurll et Brody King
  - 1 fois ROH World Tag Team Championship avec Brody King
  - Tag Wars (2019) avec Brody King
  - ROH World Championship N°1 contendership tournament (2019)

- Top of the World Wrestling (TOW)
  - 1 fois champion par équipes de la TOW avec Al Snow[52]

- Total Nonstop Action Wrestling
  - 1 fois TNA Digital Media Championship
- Xtreme Zone Wrestling (XZW)
  - 1 fois champion Ironman de la XZW[53]

- World Championship Wrestling (WCW)
  - 1 fois champion hardcore de la WCW[54]

- World Wrestling Federation (WWF)
  - 3 fois champion du monde par équipe de la WWF avec Jacques[55]

## Récompenses des magazines
- Pro Wrestling Illustrated

| Année | 1993 | 1994 | 1995 | 1996       | 1997 | 1998 | 1999 | 2000 | 2001 à 2006 | 2007 | 2008 à 2017 | 2018 | 2019 | 2020 | 2021       | 2022 | 2023 | 2024 |
| ----- | ---- | ---- | ---- | ---------- | ---- | ---- | ---- | ---- | ----------- | ---- | ----------- | ---- | ---- | ---- | ---------- | ---- | ---- | ---- |
| Rang  | 232  | 138  | 79   | Non classé | 193  | 217  | 223  | 237  | Non classé  | 449  | Non classé  | 397  | 71   | 31   | Non classé | 245  | 192  | 198  |